# Acordo Marrocos-Congo

Bico de Pato (verde) e Neukamerun (laranja) 1901-1916

O Acordo Marrocos-Congo ou Tratado Marrocos-Congo foi assinado em 4 de novembro de 1911 em Berlim entre os franceses e alemães reconhecendo o domínio francês do Marrocos e concluindo a Crise de Agadir.[carece de fontes?]
Com esse Acordo, o Império Alemão reconheceu o domínio francês no Marrocos e, em troca, a França cedeu partes do Congo francês e da África Equatorial Francesa, o chamado Neukamerun, para o Reich alemão. Uma pequena área no nordeste do Camarões, também chamada de Bico de Pato, foi passada para a França. A área do antigo Kamerun foi ampliado consideravelmente.[carece de fontes?]